# Obwarzanek

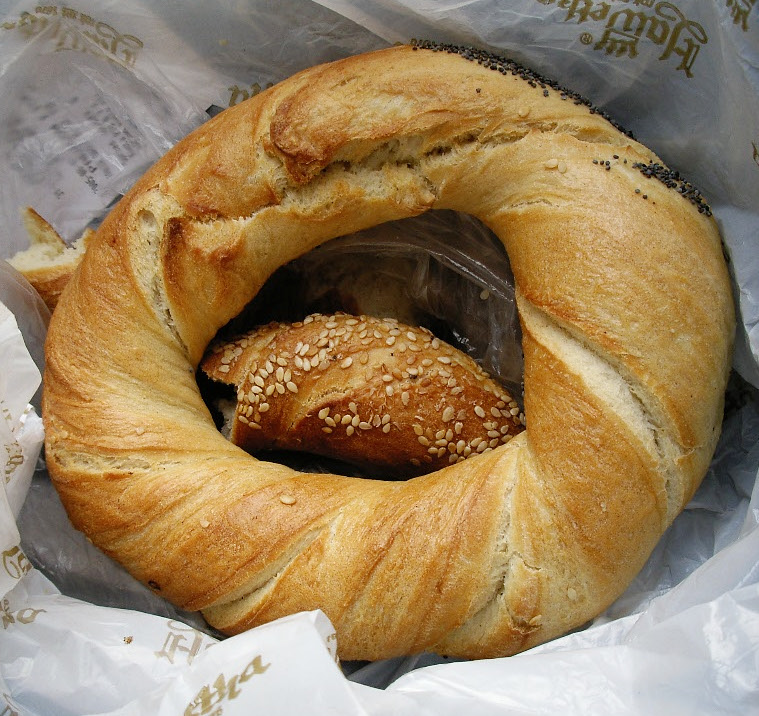
Obwarzanki – z makiem i sezamem

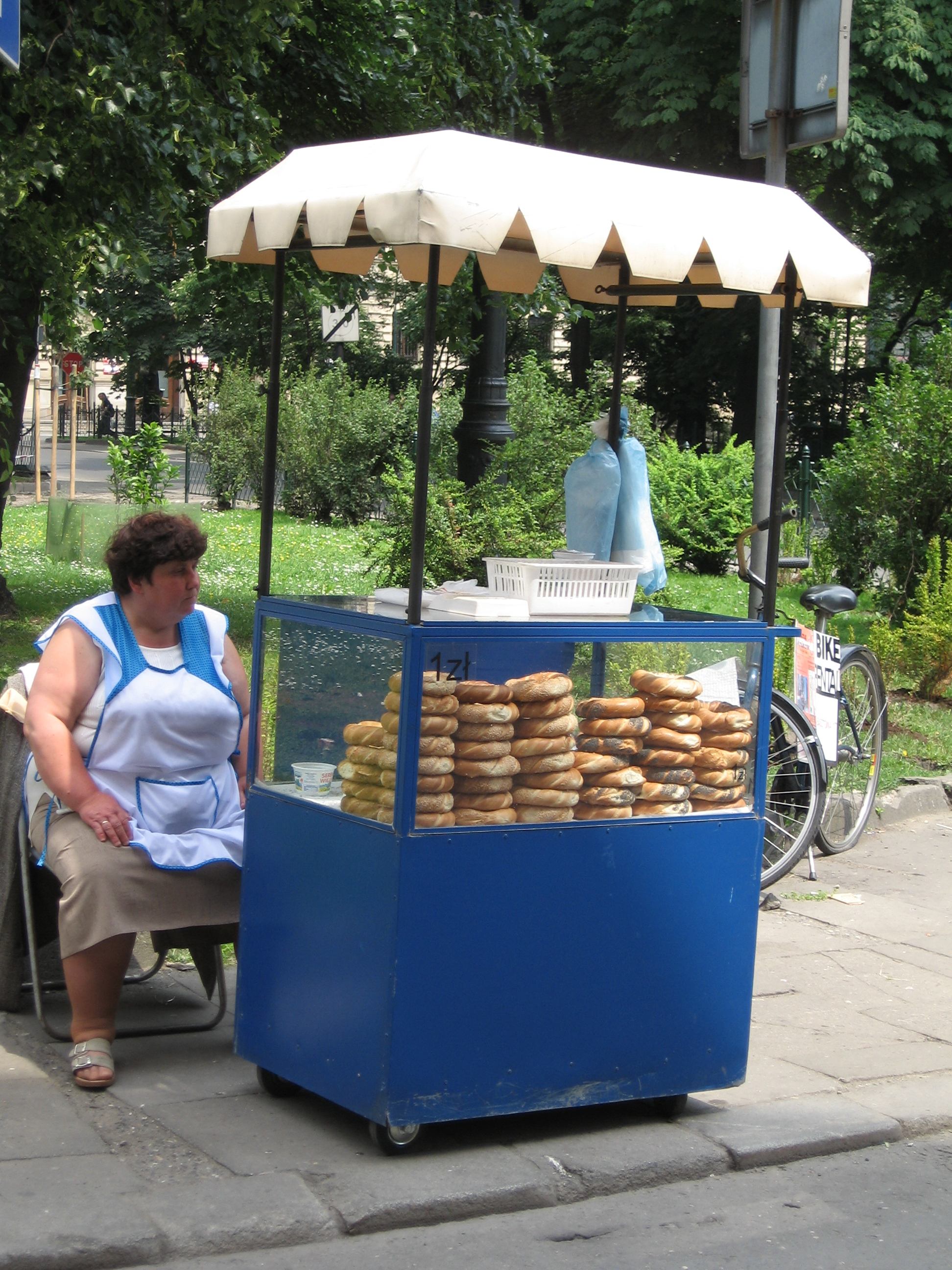
Uliczne stoisko (wózek) z obwarzankami w Krakowie

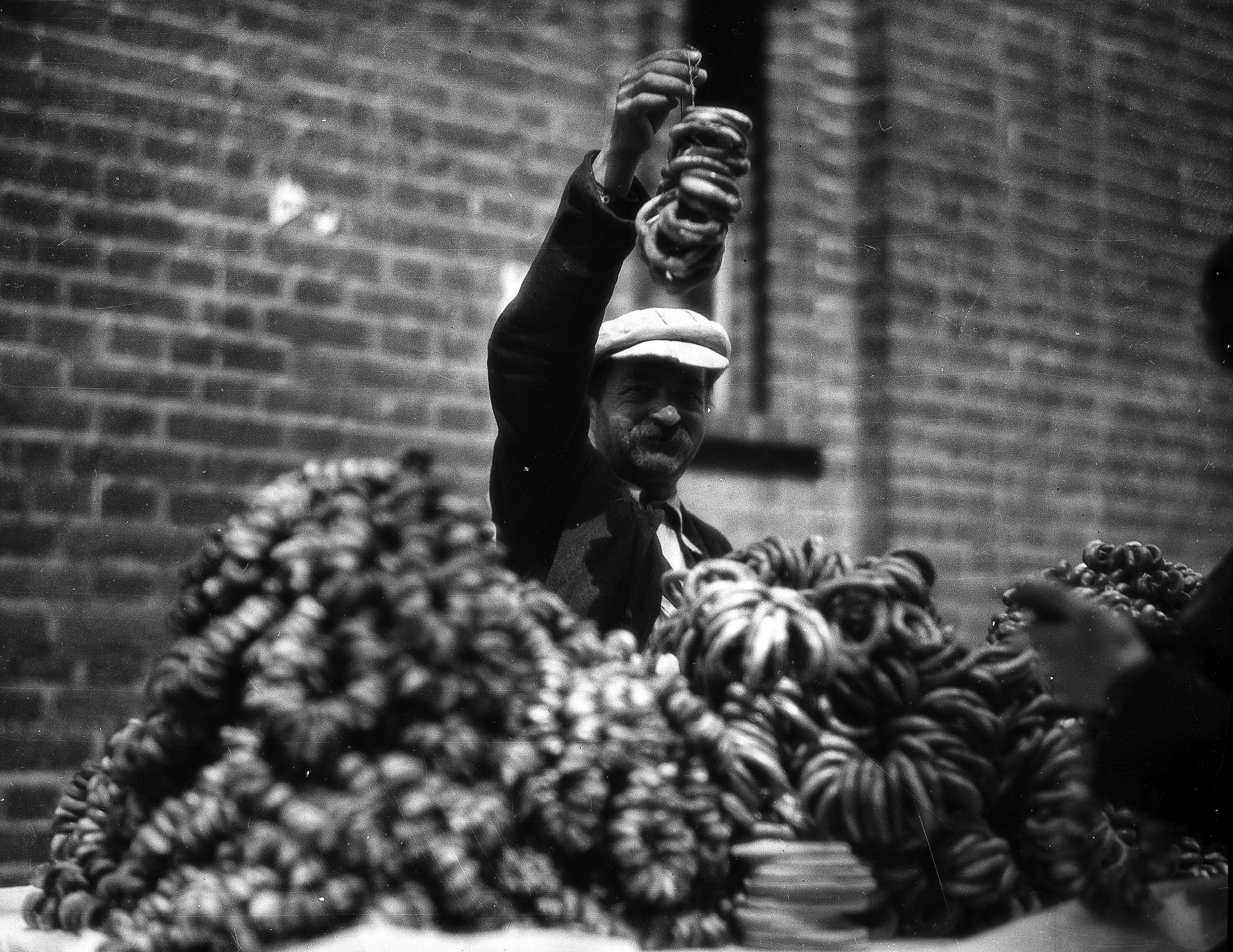
Sprzedawca obwarzanków podczas Kaziuków w Wilnie, 1935

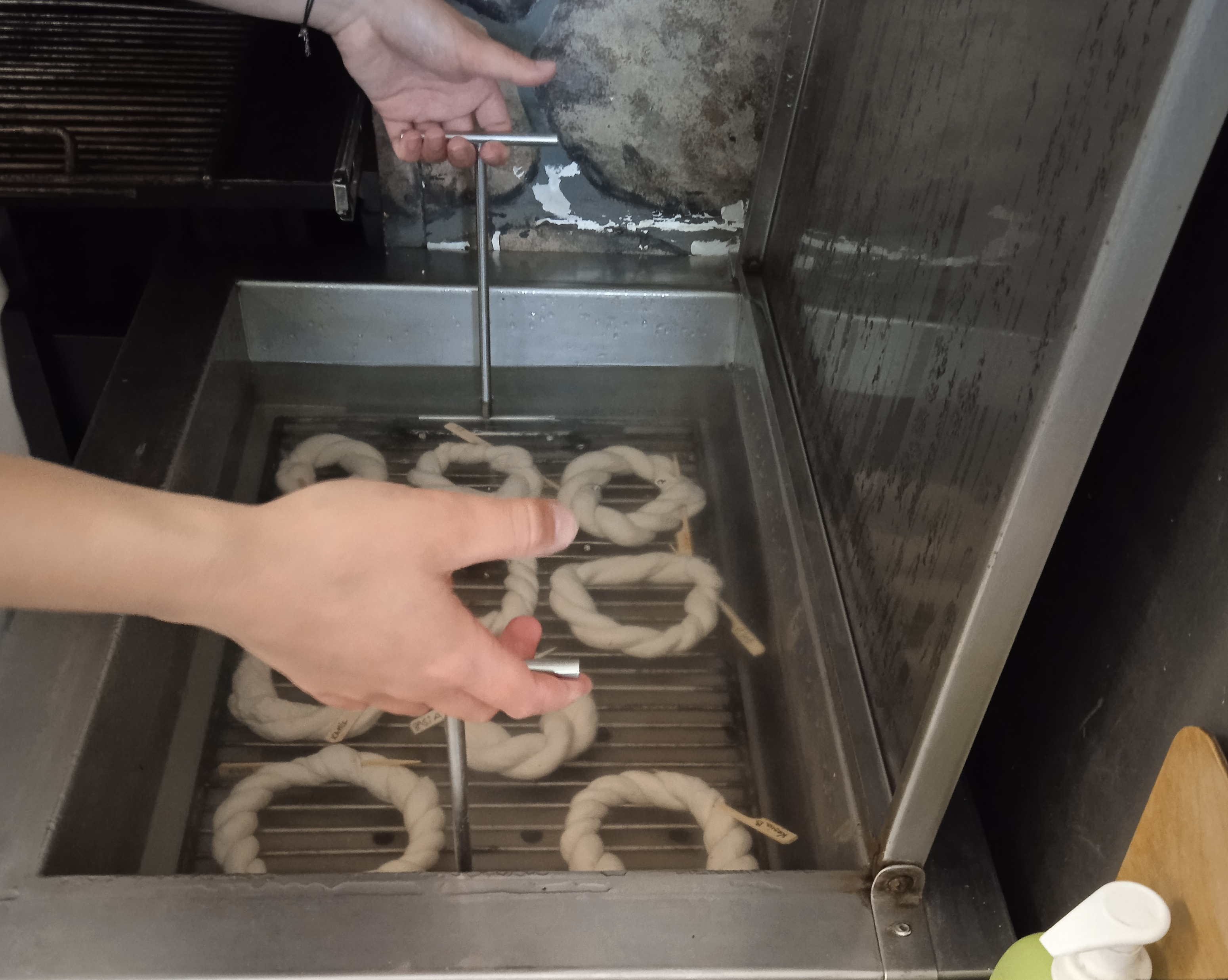
Obwarzanie (gotowanie) obwarzanków

Obwarzanek (także: obarzanek) – wytrawne pieczywo o średnicy kilkunastu centymetrów (12–17 cm), posypane makiem, solą, sezamem lub innymi posypkami.
Obwarzanek krakowski to jeden z symboli Krakowa, produkt o chronionym oznaczeniu geograficznym w Unii Europejskiej.

## Charakterystyka
Nazwa pochodzi od czasownika obwarzać, czyli obgotowywać.
Obwarzanek ma kształt przypominający pierścień. Fakturę powierzchni obwarzanka tworzą sploty w formie spirali, ma kolor od jasnozłocistego do jasnobrązowego, z wyraźnym połyskiem. Wytwarzany jest z mąki pszennej (możliwe jest stosowanie do 30% mąki żytniej), tłuszczu, cukru, drożdży, soli i wody. Wymieszane ciasto jest odstawiane do wyrośnięcia, a następnie dzielone na małe kawałki, i formowane w podłużne walce, tzw. sulki, z których 2-3 skręca się spiralnie ze sobą i formuje pierścień. Uformowane obwarzanki są ponownie pozostawiane do wyrośnięcia, po czym zanurza się je na chwilę we wrzątku i obgotowuje – czyli obwarza. Następnie, po osączeniu, posypuje się przyprawą i piecze do zrumienienia.
Pieczywo wykonane według tej receptury i posiadające nazwę Obwarzanek krakowski produkowane może być w granicach Krakowa i powiatu krakowskiego oraz wielickiego. Może być sprzedawany bez etykiet i opakowania, z punktów sprzedaży oznaczonych odpowiednim napisem.
Jako produkt wpisany do Rejestru Chronionych Oznaczeń Geograficznych (ChOG) tradycyjny obwarzanek krakowski ma dokładnie określony kształt i wagę. Średnica powinna mieć od 12 do 17 cm, natomiast grubość splotu od 2 do 4 cm. Obwarzanek ma być nie lżejszy niż 80 i nie cięższy niż 120 gramów. Tradycyjnie wypiekane obwarzanki można łatwo rozpoznać oglądając ich spód, gdzie widoczne są charakterystyczne podłużne ślady po ruszcie.

## Historia
Tradycja wypieku obwarzanków jest stara, pierwsze zachowane wzmianki pochodzą z XIV wieku (rachunki dworu Władysława Jagiełły i Jadwigi, w których 2 marca 1394 zapisano: Dla królowej pani pro circulis obrzanky 1 grosz). Początkowo obwarzanki mogły być wypiekane tylko w okresie wielkiego postu przez piekarzy specjalnie wyznaczonych w tym celu przez cech. Kolejne źródła zachowały się z wieku XV (przywilej wydany przez Jana Olbrachta z 26 maja 1496 zezwalający, by obwarzanki mogli piec i sprzedawać tylko piekarze krakowscy) i XVI (uchwała Rady Miasta Krakowa o wypieku chleba i wynagradzaniu „rodziny”, pomocników piekarskich z 22 kwietnia 1529).
Według uchwały z 1611 krakowski cech piekarzy mógł decydować, kto i w jakim miejscu mógł zajmować się sprzedażą obwarzanków. Taka ścisła kontrola cechu trwała aż do 1802, odkąd każdy piekarz miał prawo pieczenia obwarzanków, kiedy nadchodziła jego kolej wynikająca z losowania. Ten rodzaj wyboru uprzywilejowanych piekarzy stosowano do 1849. Prawdopodobnie po tym roku obwarzanki mogli piec już wszyscy piekarze. Tradycyjnie pieczywo to sprzedawano z tzw. jatek piekarskich, które otwierano codziennie o 6 rano. Nad kontrolą tych straganów czuwało ośmiu braci cechowych. Od XIX wieku do lat 50. XX wieku obwarzanki sprzedawano prosto z wiklinowych koszy.
Współcześnie około 99% obwarzanków krakowskich sprzedawanych jest na ulicznych, ruchomych stoiskach w formie wózków. Wózków takich w Krakowie jest około 170–180, a średnia dzienna produkcja obwarzanków sprzedawanych na rynku krakowskim w dni powszednie wynosi niemal 150 tysięcy sztuk. 28 listopada 2006 „obwarzanek krakowski” został wpisany na Listę produktów tradycyjnych z województwa małopolskiego w kategorii wyrobów piekarniczych i cukierniczych, a 30 października 2010 na listę produktów chronionych Unii Europejskiej.
W Krakowie wypiekiem certyfikowanego obwarzanka krakowskiego zajmuje się osiem piekarni. Obwarzanki wypiekane w tych piekarniach zachowują wszystkie standardy i gwarantują wysoką jakość oraz smak produktu. Sprzedawane są z wózków i budek oznaczonych niebieską naklejką ze znakiem Chronione Oznaczenie Geograficzne (ChOG). Wpis do rejestru chroni również wytwórców, gwarantując im ochronę prawną przed próbą fałszowania bądź podrabiania.
W Krakowie od 2017 przy Rynku Kleparskim działa Żywe Muzeum Obwarzanka. Odwiedzający muzeum poznają historię obwarzanka, technologię jego wypieku oraz w trakcie warsztatów samodzielnie wykonują własnego obwarzanka. Od 2018 w maju obchodzone jest Święto Obwarzanka – festiwal, który odbywa się cyklicznie na Małym Rynku w Krakowie.
W Turcji i na Bałkanach podobny wyrób jest znany jako simit lub gevrek. Obwarzanek bywa też błędnie nazywany bajglem lub preclem.